# The Golden Age of Grotesque
The Golden Age of Grotesque – piąty studyjny album grupy Marilyn Manson, wydany w 2003 roku.
Krążek został nagrany w groteskowym i mrocznym klimacie. Na płycie zawarto utwory mocne i agresywne – np. Use Your Fist and Not Your Mouth, This Is the New Shit czy Vodevil; groteskowe – tytułowy The Golden Age of Grotesque, Ka-Boom Ka-Boom, a nawet taneczne – Doll-Dagga Buzz-Buzz Ziggety-Zag, mOBSCENE. Wśród listy utworów znalazł się także cover piosenki Tainted Love popularnej w latach osiemdziesiątych grupy Soft Cell, dołączony do płyty jako bonus.
Wydano trzy utwory z krążka: mOBSCENE, This Is the New Shit i (s)AINT.

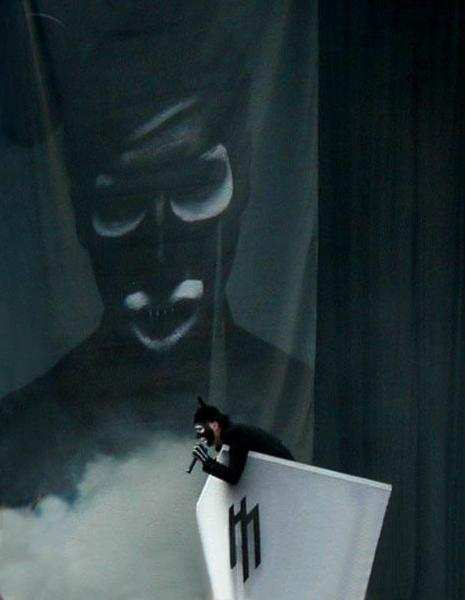
Zespół Marilyn Manson na koncercie w trasie promującej płytę zespołu The Golden Age of Grotesque

## Lista utworów
1. "Thaeter" – 1:14
2. "This Is the New Shit" – 4:19
3. "mOBSCENE" – 3:25
4. "Doll-Dagga Buzz-Buzz Ziggety-Zag" – 4:10
5. "Use Your Fist and Not Your Mouth" – 3:34
6. "The Golden Age of Grotesque" – 4:05
7. "(s)AINT" – 3:42
8. "Ka-Boom Ka-Boom" – 4:02
9. "Slutgarden" – 4:06
10. "♠" – 4:34
11. "Para-noir" – 6:01
12. "The Bright Young Things" – 4:19
13. "Better of Two Evils" – 3:48
14. "Vodevil" – 4:39
15. "Obsequey (The Death of Art)" – 1:35
16. "Tainted Love" (Międzynarodowy utwór bonusowy) – 3:34
17. "Baboon Rape Party" (Wydania japońskie i brytyjskie) - 2:41
18. "Paranoiac" (Wydanie japońskie) - 3:57

## Pozycje na listach
| Lista         | Kraj              | Pozycja |
| ------------- | ----------------- | ------- |
| Billboard 200 | Stany Zjednoczone | 1       |
| OLiS          | Polska            | 18      |